# Yuki Kakita
Yuki Kakita (杉岡 大暉, Kakita Yūki), né le 14 juillet 1997 à Gunma au Japon, est un footballeur japonais. Il évolue au poste d'avant-centre au Kashiwa Reysol.

## Biographie

### En club
Yuki Kakita est formé par le Kashima Antlers, et c'est avec ce club qu'il commence sa carrière professionnelle. Il joue son premier match le 25 mai 2016, face au Júbilo Iwata, en Coupe de la ligue japonaise. Il est titularisé et les deux équipes se neutralisent (1-1). Kakita fait sa première apparition en J. League 1, l'élite du football japonais, le 13 juillet 2016 contre le Nagoya Grampus. Il est titulaire lors de cette rencontre remportée par son équipe sur le score de trois à zéro,.
Le 28 décembre 2016, Yuki Kakita est prêté au Zweigen Kanazawa, club évoluant alors en en J. League 2. Après une première saison pleine avec le club, le prêt de Kakita est prolongé d'une saison le 14 décembre 2017.
Le 26 décembre 2019, est annoncé le prêt de Yuki Kakita au Tokushima Vortis. Il inscrit un total de 17 buts en 42 matchs de championnat et participe à la promotion du club en première division, le Tokushima Vortis retrouvant l'élite sept ans après l'avoir quitté.
Kakita retrouve la J. League 1 lors de sa deuxième saison avec le club. Il marque son premier but en première division le 6 mars 2021, lors de la deuxième journée de la saison 2021 face au Vissel Kobe (1-1 score final).
En janvier 2022, Kakita est cette fois-ci prêté au Sagan Tosu pour une saison. Le transfert est annoncé dès le 28 décembre 2021.
Kakita inscrit son premier but pour Sagan Tosu, le 13 mars 2022 face au Urawa Red Diamonds, en championnat. Entré en cours de jeu, il donne la victoire à son équipe en marquant le seul but de la partie.
Le 4 juillet 2024, Yuki Kakita rejoint le Kashiwa Reysol pour un contrat courant jusqu'en janvier 2026.

### En équipe nationale
Yuki Kakita représente notamment l'équipe du Japon des moins de 19 ans en 2016.